# Sacy (Marne)
Sacy é uma comuna francesa na região administrativa do Grande Leste, no departamento de Marne. Estende-se por uma área de 5.56 km², e possui 369 habitantes, segundo o censo de 2018, com uma densidade de 66 hab/km².